# San Pedro del Rio Blanco Airport
San Pedro del Rio Blanco Airport är en flygplats i Bolivia.   Den ligger i departementet Beni, i den centrala delen av landet, 600 km norr om huvudstaden Sucre. San Pedro del Rio Blanco Airport ligger 169 meter över havet.
Terrängen runt San Pedro del Rio Blanco Airport är platt. Runt San Pedro del Rio Blanco Airport är det mycket glesbefolkat, med 2 invånare per kvadratkilometer..
I omgivningarna runt San Pedro del Rio Blanco Airport växer i huvudsak städsegrön lövskog.